# 북위 효문제
위 고조 효문황제 원굉(魏 高祖 孝文皇帝 元宏, 467년 10월 13일(음력 8월 29일) ~ 499년 4월 26일(음력 4월 1일), 재위：471년 ~ 499년)는 중국 남북조 시대 북위(北魏)의 제7대 황제이다. 원래 성씨는 탁발씨(拓跋氏)이다

## 생애
북위 제5대 황제 헌문제(獻文帝)의 맏아들로써 황흥(皇興) 원년(467년) 8월 29일(양력 10월 13일)에 태어났다. 효문제의 생모인 부인 이씨(李氏)는 황흥 3년(469년) 자결을 강요당했는데, 당시 북위는 외척의 전횡을 피하기 위해 황태자가 세워지는 경우 그 생모를 죽이는 풍습이 있었기 때문이었다(자귀모사子貴母死). 황흥 5년(471년) 아버지 헌문제가 적모(嫡母) 풍태후(馮太后)와 대립하다 패하고 풍태후의 압박으로 8월 20일(양력 9월 20일) 반강제로 양위해 즉위하게 되었다. 당시 효문제의 나이는 겨우 다섯 살이었다. 즉위한 뒤 대대적인 사면을 내리고 연호를 연흥(延興)이라 고쳤다.
풍태후는 헌문제의 치세 때부터 실권을 장악하고 수렴청정을 펼치고 있었는데, 헌문제를 퇴위시키고 효문제를 즉위시켰을 때는 겨우 다섯 살이었기에, 그녀는 다시금 어린 황제를 내세워 수렴청정을 행한다. 이는 태후가 죽을 때까지 계속되었고, 풍태후는 정치적인 수완이 뛰어났기에 반란을 진압하고 반록제(班祿制)나 삼장제(三長制), 균전제(均田制) 등의 여러 가지 개혁을 실시하고 중앙 재정(공조公調)과 지방재정(조외調外)을 분리하는 등 북위의 중앙집권화에 힘써 많은 치적을 쌓았다. 풍태후는 태화(太和) 14년(490년)에 사망하였는데, 이때 효문제는 풍태후의 죽음을 슬퍼한 나머지 닷새 동안이나 식사를 들지 않고 넉 달 동안 정무를 돌보지 않았다고 한다. 이러한 점을 들어 풍태후가 실제로 효문제의 생모였을 가능성을 제기하는 설도 존재하고 있다.
풍태후가 죽은 뒤에 효문제의 친정(親政)이 시작되었지만, 풍태후의 정책은 그대로 유지 계승되어 북위는 중앙집권과 한화(漢化)정책을 추진해 나갔다.
우선 태화 17년(493년) 평성(平城, 지금의 산서성 대동시에서 낙양으로 천도를 강행하였다. 이때 효문제는 반대를 예상하고 제나라 원정을 구실로 낙양에 이르렀다가, 그곳에서 여러 장군들의 남정(南征)에 대한 간언을 따르는 조건으로 낙양 천도를 실현시켰다고 한다.
그는 선비의 성씨를 한풍(중국풍)으로 고치기로 하고 국성(國姓)을 탁발씨에서 원(元)씨로 고쳤으며, 신하들에 대해서도 반강제적으로 한풍 성씨를 하사하였다. 그 밖에도 선비의 말과 복장 비롯한 선비족의 풍습을 금지시키고 선비식 관명을 배제하는 등 선비의 한화정책을 추진해나갔다. 나아가 한족과 마찬가지로 선비족 귀족의 등급을 매기고 선비족과 한인 명족(名族)과의 통혼을 장려하면서 선비와 한인의 융화, 한인 사회에서의 선비의 명족으로써의 자리매김이 이루어졌다. 또한 한족의 구품관인법을 부분 채용하여 남조를 본뜬 북조귀족제를 성립시켰다.
태화 23년(499년) 4월 초하루(양력 4월 26일)、곡당원(谷塘原)의 행궁(行宮)에서 33세로 붕어하였다. 사후 묘호를 고조(高祖)，시호를 효문황제(孝文皇帝)라 하였다.

## 효문제에 대한 평가
효문제의 치세에 북위는 최전성기를 맞이하였다고 평가받고 있다. 효문제는 풍태후의 개혁을 이어받아서 보다 나아간 한화정책을 추진하였다. 그 결과 북위는 그때까지의 유목민 중심의 국가 체제에서 보편적인 국가 체제로 변모하였고, 훗날 수나라에 의한 중원 왕조의 재통일에 크게 기여하였다.
다만 그런 한편으로 급격한 한화정책의 추진으로 북위의 문화는 크게 발전하였으나 일면 지금까지 내려온 선비족 고유의 소박한 상무 정신은 사치와 문약으로 바뀌게 되었으며, 동시에 지배자층이었던 선비족의 불만을 초래하였는데, 496년에 옛 도읍 평성(平城)에서 일어난 반란에는 효문제의 맏아들로 황태자였던 원순(元恂)도 가담했을 정도였다. 반란은 단기간에 진압되었고 효문제는 맏아들 원순을 폐적시키고 처형하였다. 하지만 그 뒤로도 불만은 사그러들지 않았고, 효문제 사후 육진의 난(523년)이라 불리는 반란으로 북위의 동서 분열을 초래하게 된다.

## 가계도
- 황후(정비) : 폐황후 풍씨 풍청(廢皇后 馮氏 馮淸)
- 황후(계비) : 유황후 풍씨 풍윤(幽皇后 馮氏 馮潤, 469년 ~ 499년) - 폐황후 풍씨의 동생
- 황후(추존) : 문소황후 고씨 고조용(文昭皇后 高氏 高照容, 469년 ~ 497년)
  - 제2황자 : 황태자 원각(元恪) - (선무제)
  - 제5황자 : 광평문목왕 원회(廣平文穆王 元懷, 488년 ~ 517년) - (무목제)
    - 황손 : 평양왕 원수(平陽王 元修) - (효무제)

  - 황녀 : 장락공주(長樂公主, 489년 ~ 525년)
- 황후(폐서인) : 폐 정황후 임씨(廢 貞皇后 林氏, ? ~ 483년) : 자귀모사제도로 사망
  - 제1황자 : 폐태자 원순(廢太子 元恂, 483년 ~ 497년)
- 후궁 : 소의 풍씨 풍산(昭儀 馮氏 馮姍) - 폐황후 풍씨 동생
- 후궁 : 귀인 원씨(貴人 袁氏)
  - 제3황자 : 임조왕 원유(臨洮王 元愉, ? ~ 508년) - (서위 문경제)
- 후궁 : 부인 나씨(夫人 羅氏, ? ~ 514년)
  - 제4황자 : 청하문헌왕 원역(清河文獻王 元懌, 487년 ~ 520년) - (동위 문헌제)
  - 제6황자 : 여남문선왕 원열(汝南文宣王 元悅, 494년~ 532년)
- 후궁 : 부인 이씨(夫人 李氏)
- 후궁 : 빈 조씨(嬪 趙氏)
  - 황녀 : 의양공주(義陽公主)
- 후궁 : 대빈 정씨(大嬪 鄭氏)
- 후궁 : 소빈 정씨(小嬪 鄭氏)
  - 제7황자 : 은왕 원조(隱王 元恌, 494년 ~ 500년)
- 후궁 : 빈 왕씨(嬪 王氏)
- 후궁 : 대빈 최씨(大嬪 崔氏)
- 후궁 : 소빈 최씨(小嬪 崔氏)
- 후궁 : 빈 위씨(嬪 韋氏)
- 후궁 : 빈 노씨(嬪 盧氏)
- 생모 미상
  - 황녀 : 난릉공주(蘭陵公主)
  - 황녀 : 회양공주(淮陽公主)
  - 황녀 : 화양공주(華陽公主)
  - 황녀 : 서하공주(西河公主)
  - 황녀 : 순양공주(順陽公主)
  - 황녀 : 시평공주(始平公主)
  - 황녀 : 제남공주(濟南公主)
  - 황녀 : 의양공주(義陽公主)
  - 황녀 : 고평공주(高平公主)
  - 황녀 : 남양공주(南陽公主)

## 기년
| 효문제      | 원년            | 2년        | 3년        | 4년        | 5년        | 6년                 | 7년             | 8년        | 9년        | 10년       |
| ----------- | --------------- | ---------- | ---------- | ---------- | ---------- | ------------------- | --------------- | ---------- | ---------- | ---------- |
| 서력 (西曆) | 471년           | 472년      | 473년      | 474년      | 475년      | 476년               | 477년           | 478년      | 479년      | 480년      |
| 간지 (干支) | 신해(辛亥)      | 임자(壬子) | 계축(癸丑) | 갑인(甲寅) | 을묘(乙卯) | 병진(丙辰)          | 정사(丁巳)      | 무오(戊午) | 기미(己未) | 경신(庚申) |
| 연호 (年號) | 연흥(延興) 원년 | 2년        | 3년        | 4년        | 5년        | 6년 승명(承明) 원년 | 태화(太和) 원년 | 2년        | 3년        | 4년        |
| 효문제      | 11년            | 12년       | 13년       | 14년       | 15년       | 16년                | 17년            | 18년       | 19년       | 20년       |
| 서력 (西曆) | 481년           | 482년      | 483년      | 484년      | 485년      | 486년               | 487년           | 488년      | 489년      | 490년      |
| 간지 (干支) | 신유(辛酉)      | 임술(壬戌) | 계해(癸亥) | 갑자(甲子) | 을축(乙丑) | 병인(丙寅)          | 정묘(丁卯)      | 무진(戊辰) | 기사(己巳) | 경오(庚午) |
| 연호 (年號) | 5년             | 6년        | 7년        | 8년        | 9년        | 10년                | 11년            | 12년       | 13년       | 14년       |
| 효문제      | 21년            | 22년       | 23년       | 24년       | 25년       | 26년                | 27년            | 28년       | 29년       |            |
| 서력 (西曆) | 491년           | 492년      | 493년      | 494년      | 495년      | 496년               | 497년           | 498년      | 499년      |            |
| 간지 (干支) | 신미(辛未)      | 임신(壬申) | 계유(癸酉) | 갑술(甲戌) | 을해(乙亥) | 병자(丙子)          | 정축(丁丑)      | 무인(戊寅) | 기묘(己卯) |            |
| 연호 (年號) | 15년            | 16년       | 17년       | 18년       | 19년       | 20년                | 21년            | 22년       | 23년       |            |